# Dural

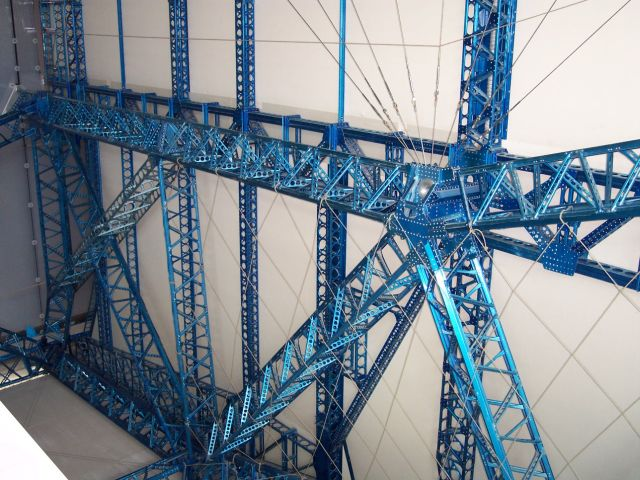
Duralová konstrukce Zeppelinu

Dural nebo duraluminium (z lat., „tvrdý hliník“) je obchodní označení pro různé slitiny obvykle 90–96 % hliníku a 4–6 % mědi s menšími přísadami hořčíku, manganu aj. Oproti čistému hliníku (hustota 2,7 g/cm3) je dural jen nepatrně hustší (typicky 2,8 g/cm3), ale až pětkrát pevnější v tahu i tvrdší. Pevnost i tvrdost se zvyšuje tepelným opracováním a zušlechťováním, podobně jako u ocelí. Dural se velmi snadno obrábí, spojuje se svařováním v ochranné atmosféře, pájením s pomocí speciálních tavidel, nýtováním nebo lepením. Dural je chemicky odolný a dá se velmi dobře povrchově upravovat a barvit (eloxování). Nedostatkem duralových slitin je malá schopnost tlumit otřesy a pohlcovat rázy, neboť mají malou anelasticitu.
Dural byl poprvé vyroben v roce 1906 Alfredem Wilmem v Německu (jeho složení bylo 95 % Al, 4 % Cu, 0,5 % Mg, 0,5 % Mn) a hojně se používá hlavně v automobilovém průmyslu, při stavbě letadel a lodí, ve stavebnictví, při výrobě sportovních a zdravotnických potřeb i jinde. Vyrábějí se duralové plechy, dráty, tyče, trubky, dural se využívá také k výrobě duralových šípů a odlehčených duralových luků, přesných a často velmi složitých tažených profilů (např. na okenní rámy) a z duralu se také odlévá.

## Třídy hliníkových materiálů
- 2000 – nesvařitelné, vytvrditelné za tepla, dobrá pevnost; použití na komponenty; duralové slitiny (AlCuMg),
- 3000 – slitiny AlMn,
- 5000 – svařitelné, nevytvrditelné,
- 6000 – svařitelné (musí se ještě ale tepelně upravit), vytvrditelné za tepla. Slitiny AlMgSi,
- 7000 – svařitelné, vytvrditelné za tepla; slitiny AlZnMg,
- 7075 – nejpevnější hliníková slitina.